# 奧斯卡最佳動畫片獎
奧斯卡最佳動畫片獎（英語：Academy Award for Best Animated Feature Film）是於2001年設立的奧斯卡金像獎獎項，並於第74屆奧斯卡金像獎開始頒發。
美國電影藝術與科學學院規定，動畫的長度必須超過40分鐘才可以參加這個項目的競賽。到目前為止，只有1991年的《美女與野獸》、2009年《天外奇蹟》和2010年《玩具總動員3》三部动画作品入圍奧斯卡最佳影片獎。
除了第75届和第96届的日本動畫《神隱少女》和《蒼鷺與少年》、第78届的英國動畫《酷狗寶貝之魔兔詛咒》以及第97屆的拉脫維亞動畫《貓貓的奇幻漂流》外，其餘各屆獎項均由美國動畫奪得。

## 歷史
過去因動畫電影產量較少，奧斯卡只有設立最佳動畫短片獎（自1932年第5屆起，且當時獎項名稱為「最佳卡通短片獎」），並沒有為動畫長片設立專門獎項的規劃，而是用特別獎項的方式來表彰，例如在1938年第11屆頒獎典禮上就頒發奧斯卡榮譽獎給华特·迪士尼 ，表彰《白雪公主》的巨大創新，開拓了卡通電影的新興娛樂；另外在1988年第61屆頒獎典禮則頒發奧斯卡特别成就奖給理查德·威廉姆斯，表彰他在《威探闖通關》的動畫指導；在1995年第68屆頒獎典禮則頒發奧斯卡特别成就奖給《玩具總動員》的導演約翰·拉薩特，肯定該片是第一部達劇情片片長規格的電腦動畫片。而在動畫片被列為專門獎項前，唯一一部曾入圍最佳影片的動畫電影是1991年的《美女與野獸》（由華特迪士尼公司出品）。
2000年時，開始有許多公司投入動畫片的製作，其中代表性的公司便是2000年由迪士尼前執行長傑弗瑞·卡森伯格創辦的梦工厂动画公司，而越來越多的電腦動畫電影問世也讓奧斯卡正式在2001年第74屆設立最佳動畫片獎項，並規定要在前一年至少要在八家以上電影院公開播映才有入圍資格，
但2019年4月奧斯卡官方已將此資格條件刪除，讓更多動畫電影得以入選。另外，主辦單位會先依據成功入圍首輪名單的動畫電影數目，來決定每年的提名名額，若符合資格的動畫片數量是16部或以上，將會選出5部進入入圍名單；若少於16部，則只有3部電影獲提名。
此獎項的第一部獲獎電影是梦工厂动画公司出品的《史瑞克》，而2008年由皮克斯動畫工作室製作，並頗受好評的《瓦力》獲6項提名（但僅獲頒最佳動畫片，且未能入圍最佳影片），則是追平《美女與野獸》的紀錄。此外，因2009年第82屆起奧斯卡最佳影片獎擴充為10部影片的緣故，《天外奇蹟》不僅入圍並獲頒最佳動畫片，也入圍了最佳影片獎，創下動畫片獎項設立以來的首例；而隔年的《玩具總動員3》則又再次複製了這個記錄。而2021年的丹麥動畫電影《漂浪人生》則是史上首部入圍最佳動畫片、最佳紀錄片與最佳國際影片三項影片獎的電影。
雖然入圍的動畫片多數以兒童為預設觀眾，故事題材與風格亦較為輕鬆幽默，但也有不少以成人觀眾為設定對象的動畫片亦曾入圍此獎項，例如《茉莉人生》、《安諾瑪麗莎》、《隻手探險》和《漂浪人生》等。第95屆奧斯卡金像獎最佳動畫獎的篩選名單中，《阿波羅10號半：我要上太空》（使用動態描寫）和《迷你網紅實貝秀》（主要是真人環境中的定格動畫主角）最初被認為沒有資格參與奧斯卡獎，經過抗議——涉及大量幕後進展片段的呼籲，電影製作人將這些片段發送給學院的動畫分部執行委員會進行審查，最終這些電影被允許送審，由《迷你網紅實貝秀》獲得提名。

## 相關評論與爭議

### 動畫與真人電影分隔化
第64屆奧斯卡金像獎中，《美女與野獸》作為首部被提名為奧斯卡最佳長片獎的動畫電影入圍該獎項，該屆奧斯卡最佳長片獎由《沉默的羔羊》取得勝利。執導《美女與野獸》的柯克·維斯後續評論道，《美女與野獸》角逐最佳影片時，在頒獎典禮上，有些人不得不對「卡通片」被包含在「真正的電影」中的概念嗤之以鼻，而且單獨設立最佳動畫長片獎幾乎削弱了動畫電影爭奪最高獎項的機會。往後兩部入圍最佳影片陣容的動畫電影是皮克斯的《天外奇蹟》和《玩具總動員3》，而且這兩部影片都是在最佳影片從5個名額擴大到10個名額之後才獲得的。

### 第94屆奧斯卡金像獎動畫玩笑事件
在第94屆奧斯卡金像獎頒發最佳動畫片獎上，三位在迪士尼真人电影中扮演公主兼負責頒發該獎項的演员（分别为《仙履奇緣》的莉莉·詹姆斯、《阿拉丁》的娜歐蜜·史考特和《小美人魚》的海莉·貝莉），因為在頒獎開場白表示动画片对“看过一遍又一遍”的孩子来说是“走过场”，擔任該屆最佳動畫獎主持人的艾米·舒默也應和自己因為孩子的影響才觀看獲獎動畫電影《魔法滿屋》，引起動畫業界相關人士严厉批评，认为是在延续动画电影仅限儿童观看的观点，而没看到行业自嚴重特殊傳染性肺炎全球各地疫情以来持续不断为好莱坞贡献内容及收入，动画产业从业者更掀起“动画产业新政”（NewDeal4Animation）运动，要求取得和真人电影业者同等报酬、同等待遇和同等认可的背景下出现，学院做法被指是在蔑视动画、抹杀从业者的诉求。連提名作品《智能大反攻》的制片人菲爾·洛德也在推特發文諷刺奧斯卡主辦方將動畫視為「兒童觀看，成人忍受」的作風，隨後影片官方社交媒体发表“动画是电影”（Animation IS cinema）的图片应和此事。該屆頒獎典禮動畫玩笑爭議事發一週後，菲爾·洛德與克里斯多福·米勒在《綜藝》雜誌上撰寫一篇客座專欄，批評學院在這次頒獎典禮針對動畫作品的過火玩笑，還有好萊塢不正視動畫創作的作法，兩者指謫道：「肯定沒有人打算貶低動畫電影，但現在是我們著手提升它們的時候了。」，同時向學院建議，該獎項類別應該由受人尊敬、同時尊重動畫藝術的電影製作人頒發。

### 學院篩選入圍電影的限制
2023年3月，《Vulture》的兩位影視作家詹姆斯•葛雷貝（James Grebey）和艾瑞克·維拉斯－波亞斯（Eric Vilas-Boas
）發表題為「奧斯卡金像獎冷落你喜愛的動畫電影的七個理由」的文章，指稱奧斯卡金像獎提名過程會忽視很多動畫電影作品，在限制被提名人的數量的規範，但該獎項的第一個十年被三部電影名單所破壞，這意味著幾部有價值的電影在 00 年代被排除在競爭之外，部分原因是規則中根本沒有它們的空間。日本的動畫電影即便已有入圍奧斯卡的範例（例如吉卜力工作室的《神隱少女》、《風起》、《霍爾的移動城堡》、《輝耀姬物語》和《紅烏龜：小島物語》 ），還開始出現吉卜力工作室以外的入圍作品（例如細田守的《未來的未來》），但是被奧斯卡冷落的名單也不乏大多不為廣大美國公眾所知，但在動漫評論界中被認為是有遠見的人（例如林重行的《大都會》、今敏的《盜夢偵探》、安藤真裕的《異邦人 無皇刃譚》、新海誠的《你的名字》、山田尚子的《電影版 聲之形》、湯淺政明的《犬王》等），而且若非宮崎駿或吉卜力工作室的作品，幾乎不可能突破奧斯卡的限制：像是細田守後續發表的《龍與雀斑公主》未能入圍，連《紅烏龜：小島物語》的導演麥可·度德威特亦稱自己得以入圍，是因為競爭制度的僥倖成果。詹姆斯•葛雷貝和艾瑞克·維拉斯還寫道，歐洲和其他國際動畫長片市場花了大約十年時間才趕上美國和日本，但他們的電影在奧斯卡頒獎典禮上表現不俗，然而更多的電影——尤其是近年來隨著市場的增長和流媒體需求，增加了動畫電影的全球知名度——感覺像是被嚴重忽視的失誤。學院的審核機制，更容易忽略基於電視節目（包含日本動漫節目）改編的電影、趨於成人群眾的電影、不符合學院規定「動畫人物在電影中的比例不少於 75%，並且有「重要的」主要角色是動畫繪成」的電影，若是一部電影是以「可能被誤認為是真人秀」的電影風格製作的，電影製作人需要為他們的電影製作動畫的原因辯護。此外，非傳統的、邪教導向的或相關類型的電影也會被排拒在名單以外。
艾瑞克·維拉斯－波亞斯還寫道，迪士尼在多年來試圖通過吸引大眾的動畫電影重返舞台，賺取大量現金，並重建公司在後華特時代停滯不前的聲譽。與此同時，競爭愈演愈烈。在《史瑞克》贏得奧斯卡獎的後續20年，奧斯卡動畫獎以壓倒性優勢青睞財力足以資助頒獎活動的美國主要電影公司——特別是迪士尼或迪士尼發行的電影，如皮克斯的電影。。執導過《曼羅奇遇記》和《瑪雅與三劍客》的動畫導演喬治·古提雷茲也對學院的動畫長片獎歷史表達失望。艾瑞克·維拉斯－波亞斯同時分析道，一些動畫師發現他們很難認真對待這個獎項，也很難受到學院廣大會員的歡迎。與其他奧斯卡類別一樣，這通常是一場人氣競賽：提名者由動畫部門選出，但獲獎者則由更廣泛的學院選民基礎決定。一些動畫師擔心選民實際上並沒有觀看他們投票的動畫電影。
獨立動畫工作室 Minnow Mountain 的聯合創始人克雷格·斯塔格斯 (Craig Staggs) 亦批評，短片和長片動畫部門的構成是一個問題。根據學院的規定，在提名最終投票進入更大的學院之前，它會投票確定提名人的候選名單，稱道：「通過學院為迪士尼工作的人比任何其他公司都更多地為這些電影投票。第二，我認為是夢工廠，他們贏得了第二多。所以這是代表的直接結果。這違背了獎項的既定精神。」、「參加過這些會議後，保守派非常、非常、非常固執。許多年長的學院成員都是參加所有會議、參加所有放映的人，而且他們絕對是投票的人——就像真正的政治一樣。」、「要獲准成為該分支機構的成員，除非他們已經獲得奧斯卡動畫長片或短片提名，否則動畫師必須證明他們有許多符合標準的製作作品。例如，在長片動畫中，你必須在一部戲劇電影中擔任過兩個主管職位，如導演、製作設計師或 VFX 主管。對於女性和少數族裔來說，這在歷史上幾乎是不可能的。他們繼續說，'嘿，伙計們，我們可以邀請更多的女性和更多的少數族裔加入小組嗎？沒有人能滿足這些要求。」。他還批評學院裡對動漫充滿了勢利的觀點。西班牙動畫家塞爾吉奧·巴勃羅斯（Sergio Pablos）則評論道：「與獲勝相比，我更認同提名。我們在電影中投入了與任何真人電影製作人一樣多的努力，但不幸的是，人們並不這麼認為。只要人們認為動畫不完全是電影製作，無論我們採用什麼系統，都不會公平。」。

## 入圍與得獎名單
如無特別註明，則為美國動畫。

### 2000年代
| 年份        | 入圍動畫           | 製片商                | 角逐動畫總數 |
| ----------- | ------------------ | --------------------- | ------------ |
| 2002 第74届 | 史瑞克             | 夢工廠動畫            | 9部          |
| 2002 第74届 | 怪獸電力公司       | 皮克斯動畫工作室      | 9部          |
| 2002 第74届 | 天才小子吉米       | 尼克頻道電影          | 9部          |
| 2003 第75届 | 神隱少女           | 吉卜力工作室          | 17部         |
| 2003 第75届 | 冰原歷險記         | 藍天工作室            | 17部         |
| 2003 第75届 | 星際寶貝           | 華特迪士尼影業        | 17部         |
| 2003 第75届 | 星銀島             | 華特迪士尼影業        | 17部         |
| 2003 第75届 | 小馬王             | 夢工廠動畫            | 17部         |
| 2004 第76届 | 海底總動員         | 皮克斯動畫工作室      | 11部         |
| 2004 第76届 | 熊的傳說           | 華特迪士尼影業        | 11部         |
| 2004 第76届 | 佳麗村三姊妹       | Les Armateurs         | 11部         |
| 2005 第77届 | 超人特攻隊         | 皮克斯動畫工作室      | 11部         |
| 2005 第77届 | 鯊魚黑幫           | 夢工廠動畫            | 11部         |
| 2005 第77届 | 史瑞克2            | 夢工廠動畫            | 11部         |
| 2006 第78届 | 酷狗寶貝之魔兔詛咒 | 阿德曼動畫 夢工廠動畫 | 10部         |
| 2006 第78届 | 霍爾的移動城堡     | 吉卜力工作室          | 10部         |
| 2006 第78届 | 怪誕屍新娘         | 華納兄弟電視公司      | 10部         |
| 2007 第79届 | 快樂腳             | 華納兄弟              | 15部         |
| 2007 第79届 | 汽車總動員         | 皮克斯動畫工作室      | 15部         |
| 2007 第79届 | 怪怪屋             | 哥倫比亞影業          | 15部         |
| 2008 第80届 | 料理鼠王           | 皮克斯動畫工作室      | 12部         |
| 2008 第80届 | 茉莉人生           | 2.4.7. Films          | 12部         |
| 2008 第80届 | 滑浪奇兵           | 索尼動畫              | 12部         |
| 2009 第81届 | 瓦力               | 皮克斯動畫工作室      | 14部         |
| 2009 第81届 | 雷霆戰狗           | 華特迪士尼影業        | 14部         |
| 2009 第81届 | 功夫熊貓           | 夢工廠動畫            | 14部         |

### 2010年代
| 年份          | 入圍動畫                | 製片商                    | 角逐動畫總數 |
| ------------- | ----------------------- | ------------------------- | ------------ |
| 2010年 第82屆 | 沖天救兵                | 皮克斯動畫工作室          | 20部         |
| 2010年 第82屆 | 狐狸先生無得頂          | Indian Paintbrush         | 20部         |
| 2010年 第82屆 | 公主和青蛙              | 華特迪士尼影業            | 20部         |
| 2010年 第82屆 | 凱爾經的秘密            | Les Armateurs             | 20部         |
| 2010年 第82屆 | 怪誕隨意門              | 萊卡娛樂                  | 20部         |
| 2011 第83届   | 玩具總動員3             | 皮克斯動畫工作室          | 15部         |
| 2011 第83届   | 馴龍高手                | 夢工廠動畫                | 15部         |
| 2011 第83届   | 魔术师                  | Pathé                     | 15部         |
| 2012 第84届   | 飆風雷哥                | 工業光魔                  | 17部         |
| 2012 第84届   | 功夫熊貓2               | 夢工廠動畫                | 17部         |
| 2012 第84届   | 鞋貓劍客                | 夢工廠動畫                | 17部         |
| 2012 第84届   | 奇可和丽塔              | Fernando Trueba PC        | 17部         |
| 2012 第84届   | 巴黎夜貓                | Folimage                  | 17部         |
| 2013 第85届   | 勇敢傳說                | 皮克斯動畫工作室          | 21部         |
| 2013 第85届   | 怪誕復活狗              | Tim Burton Allison Abbate | 21部         |
| 2013 第85届   | 神奇海盗团              | 阿德曼動畫 索尼動畫       | 21部         |
| 2013 第85届   | 派拉諾曼：靈動小子      | 焦點影業                  | 21部         |
| 2013 第85届   | 無敵破壞王              | 華特迪士尼影業            | 21部         |
| 2014 第86届   | 冰雪奇緣                | 華特迪士尼影業            | 19部         |
| 2014 第86届   | 神偷奶爸2               | 照明娛樂                  | 19部         |
| 2014 第86届   | 古魯家族                | 夢工廠動畫                | 19部         |
| 2014 第86届   | 風起                    | 吉卜力工作室              | 19部         |
| 2014 第86届   | 花都友奇緣              | La Parti Productions      | 19部         |
| 2015 第87届   | 大英雄天團              | 華特迪士尼影業            | 20部         |
| 2015 第87届   | 怪怪箱                  | 萊卡娛樂                  | 20部         |
| 2015 第87届   | 馴龍高手2               | 夢工廠動畫                | 20部         |
| 2015 第87届   | 海洋幻想曲              | Cartoon Saloon            | 20部         |
| 2015 第87届   | 輝耀姬物語              | 吉卜力工作室              | 20部         |
| 2016 第88届   | 腦筋急轉彎              | 皮克斯動畫工作室          | 16部         |
| 2016 第88届   | 安諾瑪麗莎              | Paramount Animation       | 16部         |
| 2016 第88届   | 小羊肖恩大电影          | StudioCanal               | 16部         |
| 2016 第88届   | 小男孩与奇幻世界        | Filme de Papel            | 16部         |
| 2016 第88届   | 回憶中的瑪妮            | 吉卜力工作室              | 16部         |
| 2017 第89届   | 動物方城市              | 華特迪士尼影業            | 27部         |
| 2017 第89届   | 魔弦传说                | 萊卡娛樂                  | 27部         |
| 2017 第89届   | 海洋奇缘                | 華特迪士尼影業            | 27部         |
| 2017 第89届   | 酷瓜人生                | Rita Productions          | 27部         |
| 2017 第89届   | 紅烏龜：小島物語        | 吉卜力工作室              | 27部         |
| 2018 第90届   | 可可夜總會              | 皮克斯動畫工作室          | 26部         |
| 2018 第90届   | 寶貝老闆                | 夢工廠動畫                | 26部         |
| 2018 第90届   | 戰火下的小花            | Cartoon Saloon            | 26部         |
| 2018 第90届   | 萌牛費迪南              | 藍天工作室                | 26部         |
| 2018 第90届   | 梵谷：星夜之謎          | BreakThru Films           | 26部         |
| 2019 第91届   | 蜘蛛人：新宇宙          | 哥倫比亞影業              | 25部         |
| 2019 第91届   | 超人特攻隊2             | 皮克斯動畫工作室          | 25部         |
| 2019 第91届   | 犬之島                  | Studio Babelsberg         | 25部         |
| 2019 第91届   | 未來的未來              | 地圖工作室                | 25部         |
| 2019 第91届   | 無敵破壞王2：網路大暴走 | 華特迪士尼影業            | 25部         |

### 2020年代
| 年份        | 入圍動畫              | 製片商                  | 角逐動畫總數 |
| ----------- | --------------------- | ----------------------- | ------------ |
| 2020 第92届 | 玩具總動員4           | 皮克斯動畫工作室        | 32部         |
| 2020 第92届 | 馴龍高手3             | 夢工廠動畫              | 32部         |
| 2020 第92届 | 隻手冒險              | Marc du Pontavice       | 32部         |
| 2020 第92届 | 克勞斯：聖誕節的秘密  | Netflix Animation       | 32部         |
| 2020 第92届 | 大冒險家              | 萊卡娛樂                | 32部         |
| 2021 第93届 | 靈魂奇遇記            | 皮克斯動畫工作室        | 27部         |
| 2021 第93届 | ½的魔法               | 皮克斯動畫工作室        | 27部         |
| 2021 第93届 | 狼行者                | Cartoon Saloon          | 27部         |
| 2021 第93届 | 飛奔去月球            | Netflix Animation       | 27部         |
| 2021 第93届 | 小羊肖恩2：末日农场   | StudioCanal             | 27部         |
| 2022 第94届 | 奇幻魔法屋            | 華特迪士尼影業          | 26部         |
| 2022 第94届 | 漂浪人生              | Vice Studios            | 26部         |
| 2022 第94届 | 路卡的夏天            | 皮克斯動畫工作室        | 26部         |
| 2022 第94届 | 米家大戰機器人        | 哥倫比亞影業            | 26部         |
| 2022 第94届 | 尋龍使者：拉雅        | 華特迪士尼影業          | 26部         |
| 2023 第95届 | 吉勒摩·戴托羅之皮諾丘 | Netflix Animation       | 27部         |
| 2023 第95届 | 穿着鞋子的贝壳马塞尔  | Cinereach               | 27部         |
| 2023 第95届 | 鞋貓劍客2             | 夢工廠動畫              | 27部         |
| 2023 第95届 | 海獸獵人              | Netflix Animation       | 27部         |
| 2023 第95届 | 熊抱青春記            | 皮克斯動畫工作室        | 27部         |
| 2024 第96届 | 蒼鷺與少年            | 吉卜力工作室            | 33部         |
| 2024 第96届 | 元素方城市            | 皮克斯動畫工作室        | 33部         |
| 2024 第96届 | 怪物少女妮莫娜        | Annapurna Pictures      | 33部         |
| 2024 第96届 | 再見機器人            | Arcadia Motion Pictures | 33部         |
| 2024 第96届 | 蜘蛛俠：飛躍蜘蛛宇宙  | 哥倫比亞影業            | 33部         |
| 2025 第97届 | 喵的奇幻漂流          | Dream Well Studio       | 31部         |
| 2025 第97届 | 腦筋急轉彎2           | 皮克斯動畫工作室        | 31部         |
| 2025 第97届 | 蜗牛回忆录            | Snails Pace Films       | 31部         |
| 2025 第97届 | 酷狗寶貝之復仇企鵝    | Netflix Animation       | 31部         |
| 2025 第97届 | 荒野機器人            | 夢工廠動畫              | 31部         |

## 記錄
- 皮克斯動畫工作室製作的動畫電影至今總計入圍16部，獲獎11部，是動畫製作公司最多的。
- 幾乎所有獲獎電影皆為電腦動畫，只有日本的《神隱少女》及《蒼鷺與少年》為2D動畫電影；英國動畫電影《酷狗寶貝之魔兔詛咒》則是唯一一部獲獎的定格動畫。
- 曾入圍和獲獎的系列電影包括：
  - 《玩具總動員3》和《玩具總動員4》皆曾獲獎（該系列前兩部上映時尚未設立獎項）
  - 《史瑞克》曾獲獎、《史瑞克2》曾入圍，其衍生作品《鞋貓劍客》及《鞋貓劍客2》均入圍
  - 《超人特攻隊》曾獲獎、《超人特攻隊2》曾入圍
  - 《玩轉腦朋友》曾獲獎、《玩轉腦朋友2》曾入圍
  - 《酷狗寶貝之魔兔詛咒》曾獲獎、《酷狗寶貝之復仇企鵝》曾入圍
  - 《馴龍高手》、《馴龍高手2》和《馴龍高手3》都曾入圍
  - 《功夫熊貓》和《功夫熊貓2》皆曾入圍
  - 《無敵破壞王》和《無敵破壞王2：網路大暴走》皆曾入圍
- 至今共有8部入圍的動畫片屬美國電影分級制度下的PG-13級（部分內容對13歲以下兒童不適宜，需要有父母陪同觀看），包括：《佳麗村三姊妹》、《茉莉人生》、《風起》、《酷瓜人生》、《戰火下的小花》、《梵谷：星夜之謎》、《犬之島》和《漂浪人生》；唯一一部屬R級（未滿17歲人士必須由家長或成年監護人陪同）的入圍影片是《安諾瑪麗莎》。
- 吉卜力工作室是非美國動畫製作公司中入圍次數最多者（共7次，曾獲獎兩次）
- 第一位獲頒該獎項的女性—布蘭達·查普曼（2012年《勇敢傳說》）
- 第一位獲頒該獎項的非裔美國人—彼得·拉姆齊（英语：Peter Ramsey）（2018年《蜘蛛人：新宇宙》）
- 入圍和獲獎次數最多的個人—皮特·多克特，共四次入圍三次獲獎，獲獎電影包括《天外奇蹟》、《腦筋急轉彎》、《靈魂急轉彎》；《怪獸電力公司》則僅獲入圍
- 曾獲獎的非美國創作者—（獲獎兩次）宮崎駿（日本籍，《神隱少女》、《蒼鷺與少年》）、（皆獲獎一次）尼克·帕克和斯蒂夫·博克斯（英语：Steve Box）（皆英國籍，《酷狗寶貝之魔兔詛咒》）、喬治·米勒（澳洲籍，《快樂腳》）、伊維特·梅里諾（英语：Yvett Merino）（墨西哥籍，《魔法滿屋》）、金茲·齊巴洛迪斯（拉脫維亞籍，《喵的奇幻漂流》）
- 最多入圍次數但尚未獲獎者（皆入圍三次）—羅恩·克萊門茨（英语：Ron Clements）、迪恩·德布洛斯、崔維斯·奈特、湯姆·摩爾和克里斯·桑德斯